# El Cerrito del Norte
El Cerrito del Norte is een metrostation in de Amerikaanse stad El Cerrito (Californië). Het station van het BART netwerk werd geopend op 29 januari 1973 als onderdeel van de noordtak van de Richmond-Fremont Line. Sinds 19 april 1976 doet ook de Richmond-Millbrae Line het station aan.